# Roberto II de Flandes
Roberto II de Flandes (ca. 1065-5 de octubre de 1111) fue conde de Flandes entre los años 1093 y 1111. Fue conocido como Roberto de Jerusalén (Robertus Hierosolimitanus) o Roberto el Cruzado tras sus logros durante la Primera Cruzada.

## Biografía
Fue el hijo mayor de Roberto I de Flandes y Gertrudis de Sajonia. Su padre comenzó a asociarle con las labores de gobierno alrededor del año 1077. Entre 1085 y 1091, Roberto II ocupó el cargo de regente del condado en ausencia de su padre, que había partido en peregrinaje a Tierra Santa.
Tras convertirse en conde en el año 1093, Roberto se unió a la Primera Cruzada, que fue convocada por el papa Urbano II en 1095. Roberto estableció un consejo de regencia en Flandes y siguió al grupo dirigido por Godofredo de Bouillón, duque de la Baja Lorena. Tras llegar a Constantinopla, los cruzados se vieron obligados a prestar un juramento de fidelidad al emperador bizantino Alejo I Comneno y a prometer retornar al Imperio bizantino todas las tierras que conquistaran. Roberto, cuyo padre ya había servido a Alejo durante el peregrinaje de la década de 1080, no tenía problema alguno a la hora de pronunciar el juramento, pero dado que otros de los líderes sí lo tenían hubo cierto retraso a la hora de dejar la ciudad.
Roberto participó en el sitio de Nicea, tras el cual el ejército se dividió en dos grupos. Roberto marchó junto con Esteban II de Blois, Bohemundo de Tarento, Roberto II de Normandía y los guías bizantinos, a un día de marcha del resto de los cruzados. Su ejército fue rodeado por el sultán selyúcida Kilij Arslan I, lo que provocó la batalla de Dorilea el 30 de junio de 1097. Al día siguiente, el segundo ejército, dirigido por Raimundo IV de Tolosa, Godofredo de Bouillón y Hugo I de Vermandois, llegó y liberó al ejército rodeado. Los dos ejércitos se reunieron, con Roberto y Raimundo formando en el centro. Los turcos fueron derrotados y los cruzados continuaron su marcha.
A finales de 1097, los cruzados llegaron a Antioquía. El Sitio de Antioquía duró muchos meses. En diciembre, Roberto y Bohemundo se separaron del ejército que mantenía el asedio para saquear las zonas circundantes en busca de comida. El 30 de diciembre, al volver, derrotaron a un ejército enviado para liberar la ciudad, que estaba comandado por Duqaq, gobernador de Damasco. Antioquía fue finalmente traicionada y entregada a Bohemundo por un guardia armenio, y Roberto fue uno de los primeros que entraron en la ciudad. Sin embargo, solo unos días más tarde fueron ellos quienes se vieron asediados por Kerbogha de Mosul. El 28 de junio de 1098 los cruzados salieron de la ciudad para enfrentarse con el nuevo ejército, y Roberto y Hugo de Vermandois dirigieron la primera de las seis divisiones del ejército cruzado. Kerbogha fue derrotado, y la ciudadela que todavía controlaban los musulmanes se terminó rindiendo a los cruzados. Roberto, junto con Bohemundo, Raimundo y Godofredo, ocupó la ciudadela, pero Bohemundo reclamó poco después la ciudad de Antioquía para él. Raimundo también la reclamó, pero Roberto apoyó a Bohemundo.
La disputa retrasó la cruzada todavía más. Raimundo dejó Antioquía para atacar Ma'arrat al-Numan, que fue capturada y Roberto tomó parte también en este asedio. Raimundo intentó entonces sobornar a Roberto y a los otros líderes para que le siguieran a él en lugar de a Bohemundo, y llegó a ofrecer a Roberto la cantidad de seis mil sólidos bizantinos, pero todos los intentos de soborno fueron ignorados. Raimundo continuó hacia el sur, hacia Jerusalén, en enero de 1099, pero Roberto y Godofredo quedaron atrás, en Antioquía, hasta febrero. Se reunieron con Raimundo en el sitio de Arqa. 
En junio, Roberto y Gastón IV de Bearn dirigieron la vanguardia del ejército que llegó a Ramla y dirigió una incursión en Samaria junto con Tancredo de Galilea para encontrar madera que sirviese para la construcción de maquinaria de asedio para el Sitio de Jerusalén. Cuando Jerusalén fue capturada el 15 de julio, Roberto apoyó a Godofredo como nuevo gobernador de la ciudad, y el 9 de agosto marchó con él a enfrentarse al ejército fatimí dirigido por al-Afdal Shahanshah que venía para intentar recapturar Jerusalén, en lo que finalizó con la victoria de los cruzados. Godofredo y Raimundo discutieron sobre el control de la ciudad de Ascalón, y en este caso ni siquiera Roberto pudo apoyar a Godofredo. La ciudad quedó sin capturar, aunque la victoria permitió la creación del Reino de Jerusalén.
A finales de agosto, Roberto volvió a casa junto con Roberto de Normandía y Raimundo de Tolosa. En el camino de regreso capturaron Latakia, que fue devuelta al emperador bizantino, como se había prometido años atrás. Raimundo permaneció allí, pero ambos Robertos siguieron el camino al hogar por medio de Constantinopla, después de haber rechazado la solicitud de Alejo de quedarse en ella bajo su servicio. Roberto se llevó consigo una preciosa reliquia, el brazo de San Jorge, un regalo de Alejo. La reliquia fue colocada en la iglesia de Anchin, en Flandes. Tras su regreso, Roberto construyó el monasterio de San Andrés en Zevenkerke, a las afueras de Brujas. Debido a su participación en la cruzada y al botín que trajo a casa, fue apodado Roberto de Jerusalén.
Durante su ausencia, el sacro emperador romano germánico, Enrique IV, había tratado de apoderarse del Flandes imperial. Roberto respondió apoyando la revuelta de la Comuna de Cambrai contra el emperador y a su defensor, el obispo Gaulcher, y se apoderó de una serie de castillos. La paz fue restaurada en 1102 cuando rindió homenaje al emperador de Flandes, pero después de 1105, el nuevo emperador, Enrique V, marchó sobre Flandes con la ayuda de Balduino III de Henao y un ejército desde Holanda. Roberto los detuvo a las afueras de Douai y se firmó una nueva paz, en la que el emperador reconoció la reclamación de Roberto sobre Douai y Cambrai.
En 1103 se alió con Enrique I de Inglaterra, al que ofreció 1000 caballeros a cambio de un tributo anual, pero cuando Enrique se negó a pagar, Roberto se alió con su señor nominal, Luis VI de Francia y juntos atacaron Normandía. Con el rey distraído, Teobaldo II de Champaña encabezó una revuelta de los barones franceses. Roberto condujo un ejército contra Meaux, pero cerca de la ciudad fue fatalmente herido, cayó de su caballo y se ahogó en el Marne.

## Familia
Se casó con Clemencia de Borgoña, hermana del papa Calixto II. Tuvieron tres hijos, pero solo el mayor sobrevivió hasta la edad adulta. Sucedió a Roberto como Balduino VII de Flandes.